# نرون
نرون کلاودیوس سزار آگوستوس ژرمانیکوس (به لاتین: Nero Claudius Caesar Augustus Germanicus) (زادهٔ ۱۵ دسامبر سال ۳۷ میلادی، درگذشتهٔ ۹ ژوئن ۶۸ میلادی) یکی از امپراتوران روم بود که از سال ۵۴ تا ۶۸ میلادی بر این سرزمین فرمان راند و پنجمین و آخرین امپراتور از خانوادهٔ اگوستوس (دودمان ژولیو کلودین) بود که بر روم حکمرانی کرد.
(نام اصلی نرون لوسیوس دومیتیوس آهِنوباروس (به انگلیسی: Lucius Domitius Ahenobarbus)) بود. سرپرستی وی توسط عموی بزرگش کلودیوس با نفوذ فرماندهی مادرش در دولت و روی امپراتور پذیرفته شد و بدین ترتیب وارث و جانشین او شد. مانند کلودیوس، نرون با رضایت گارد پرتورین امپراتور شد. مادر نرون، آگریپینا جوان، به‌طور کامل و آشکارا بر زندگی اولیه و تصمیمات نرون و امپراتوری روم سلطه تمام و کمال قدرت و نفوذی بی‌اندازه داشت و در حقیقت تمام قدرت در اختیار مادر نرون، اگریپینا بود تا اینکه در سال اول حکومت خود، به تدریج مادرش را شروع به کنار گذاشتن کرد و باعث شد که اگریپینا با وی بر سر قدرت درگیر شود و این درگیری به حدی رسید که در پنجمین سال از سلطنت نرون، اگریپینا به دستور نرون مخفیانه در قصرش کشته شود.
در سال‌های اولیه سلطنت نرون، وی کاملاً راضی به راهنمایی و اجرای تمامی فرمان‌های مادر خود اگریپینا و بعد از آن معلم خود سنکا و بخشدار پرتورین خود بوروس بود.
با گذشت زمان، او شروع به ایفای نقش فعال تر و مستقل تر در دولت و سیاست خارجی نمود. در زمان سلطنت وی، ژنرال کوربلو پس از موفقیت در یک جنگ ناگهانی، با امپراتوری اشکانی مذاکره کرد. پس از اینکه ژنرال او شورش بزرگی را در انگلیس به رهبری ملکه یوسی بودیکا سرکوب نمود پادشاهی بسفران مختصراً به امپراتوری الحاق شد و اولین جنگ یهودی - رومی آغاز شد.
نرون بیشتر توجه خود را به دیپلماسی و تجارت و همچنین زندگی فرهنگی امپراتوری متمرکز کرد و به نظم تئاترهای ساخته شده و ترویج بازی‌های ورزشی پرداخت. او به عنوان بازیگر، شاعر، موسیقیدان و کاراکتر حضور پیدا کرد. این امر از نظر سنت‌گرایان، عزت و اقتدار و مقام و منزلت شخص وی را تضعیف می‌کند. برنامه‌های عجیب و غریب و گسترده در امپراتوری او در کارهای عمومی و خصوصی با افزایش مالیات تأمین می‌شد که بسیار مورد تحسین طبقات عالی قرار گرفت. در مقابل، شیوه حکومت پوپولیستی او تا زمان مرگ وی و فراتر از آن، در بین طبقات پایین روم و استان‌ها تحسین‌برانگیز بود. توطئه‌های مختلفی علیه زندگی وی فاش شد، رهبران -که اکثر آن‌ها درباریان خود نرو هستند- که اعدام می‌شدند (حداقل تا زمان مرگ وی).
در سال ۶۸ میلادی ویندکس، فرماندار قلمرو گالی گالبا لوگوندنسیس، با حمایت از گالبا، فرماندار هیسپانیا، شورش کرد. شورش ویندکس در هدف خود سریعاً ناکام ماند؛ گرچه نرون هنگامی که مقامات نظامی و افراد ناراضی این کشور، گالبا را به عنوان امپراتور انتخاب کردند از رم گریخت.
در ۹ ژوئن سال ۶۸ میلادی، وی خودکشی کرد و به اولین امپراتور روم تبدیل شد، پس از این که او در غیاب محاکمه شد و به عنوان دشمن عمومی محکوم به اعدام شد. مرگ وی به دودمان ژولیو کلودین پایان داد و دوره‌ای کوتاه از جنگ‌های داخلی را به نام سال چهار امپراتور ایجاد کرد.
قاعده نرون معمولاً با استبداد و افراط همراه است. بیشتر منابع رومی، از جمله سوئیتونیوس و کاسیوس دیو، ارزیابی‌های منفی زیادی از شخصیت وی و سلطنتش ارائه می‌دهند. به همین ترتیب، تاسیتوس ادعا می‌کند که رومی‌ها او را منفور و فاسد می‌دانستند.
سوئتونیوس می‌گوید که بسیاری از رومیان معتقد بودند که آتش‌سوزی بزرگ رم توسط نرون برانگیخته شده ‌است تا راه را برای مجتمع کاخ برنامه‌ریزی شده خود یعنی دووموس اورئه بگشاید. مطابق گفته تاسیتوس، گفته می‌شود که وی مسیحیان را به عنوان قلاب‌های آتش‌سوزی به دست آورده و ظاهراً آن‌ها را نه با عدالت عمومی بلکه با ظلم‌ و انگیزه‌های شخصی زنده زنده به آتش کشیده است.
با این حال، برخی از مورخان معاصر، اعتبار منابع باستانی را در مورد اعمال استبدادی نرون مورد سؤال قرار می‌دهند. چند منبع، نرون را با نور مطلوب‌تر نقاشی می‌کنند. شواهدی از محبوبیت وی در بین عوام رومی، به ویژه در استان‌های شرقی امپراتوری وجود دارد، جایی که افسانه‌ای عامه پسند دیده می‌شود که نرون درگذشته و برنگشته است. حداقل سه رهبر شورش‌های کوتاه مدت و ناکام، خود را «تازه متولد شده» معرفی کردند تا از حمایت مردمی برخوردار شوند.

## زندگی

### آغازِ کار

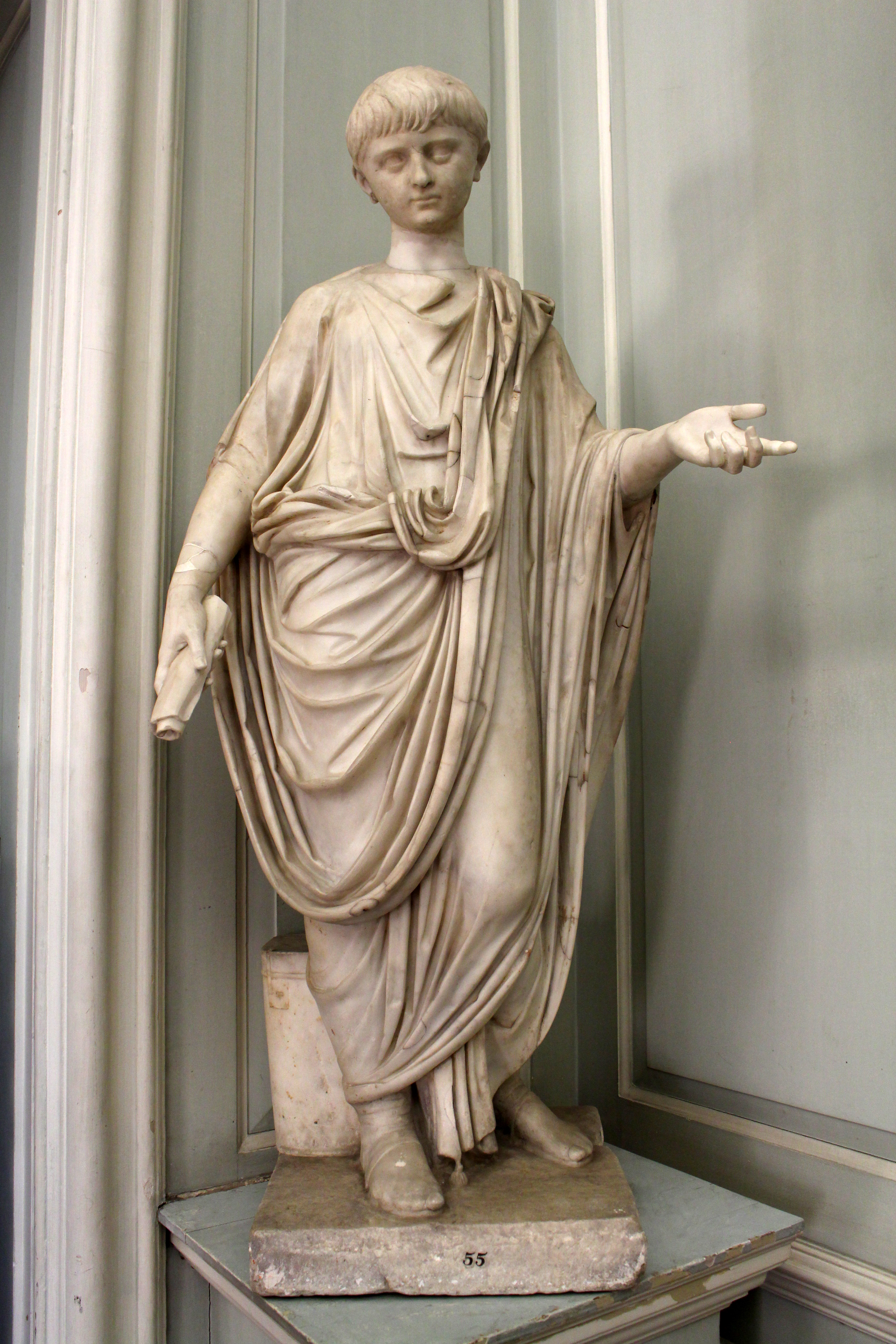
نرون در زمان بچگی در ۱۲ سالگی، که به عنوان یک وارث بلافصل و بلاواسط روم بعد از ازدواج مادرش با کلودیوس معرفی شد.

وقتی نرون در ۱۵ دسامبر سال ۳۷ میلادی متولد شد، دودمان «ژولیو کلودیان» (Julio-Claudian) بیش از ۵۰ سال بود که بر روم حکومت می‌کردند. این دودمان از طریق فرزندخواندگی به خود ژولیوس سزار می‌رسید. سزار پس از مرگش، بین رومیان به موقعیتی مانند رب‌النوع‌ها رسیده بود و نوادگانش تنها کسانی بودند که می‌توانستند به حکومت برسند.
نرون، که نام اصلیش «لوسیوس مدومیتیوس آهنوباربوس» (Lucius Domitius Ahenobarbus) بود، به اعتقاد عدّه‌ای از همان اول به خاطر طبیعت والدینش محکوم به فنا بود. پدرش «جینائیوس دومینیوس» (Gnaeus Domitius) به عنوان مردی بسیار بی‌رحم، خیانت‌کار و خطرناک شهرت داشت که در کودکی نرون از دنیا رفت. گفته شده‌است وقتی به او برای تولد پسرش تبریک می‌گفتند، پاسخ می‌داد هر چیزی از او و زنش به فاجعه منتهی می‌شود.
در غیاب پدر، مادر نقش بسیار مهم و تعیین‌کننده در زندگی نرون ایفا کرد. «آگریپینا» (Agrippina) زنی بسیار زیبا، باوقار، خردمند، زیرک، جاه‌طلب، سیاستمدار، سرسخت و بی‌رحم بود. او خواهر کالیگولا (Caligula)، امپراتور معروف روم بود که برادرش به خاطر ازدواجش با جینائیوس و توطئه بر زدش، با خواهر جوانش لیویا او را در فقر تبعید کرده بود.
بعد از مرگ کالیگولا و روی کار آمدن امپراتور («کلودیوس» Claudius)، آگریپینا به زندگی عادی بازگشت و ثروت، املاک، زمین‌ها و افتخارات خود را پس گرفت. او که دیگر از بازیچه دست دیگران بودن شدیداً خسته شده بود، تصمیم گرفت کنترل امور خانه و زندگی‌اش را خودش به دست گیرد. او این کار را از طریق ازدواج با شخصی به نام کریسپوس آغاز کرد که مردی بسیار قدرتمند، ثروتمند و بانفوذی بود بعد از مرگ او که شایعه شده بود که اگریپینا شوهر خود را مسموم کرده بود زیرا بعد مرگ کریسپوس اگریپینا تمام قدرت، ثروت و نفوذ شوهر فقید خود را گرفت و بعد توانست عموی خود را به نام کلودیوس را اغوا کند و کار خود را در قدرت آغاز کند؛ کلودیوس که مردی شکست ناپذیر، فوق‌العاده پرقدرت، آزاد و کاملاً مالک‌دار در امپراتوری روم بود تحت کنترل اگریپینا درآمد و می‌توانست آینده فوق‌العاده درخشانی برای او و پسرش نرون تضمین کند.

### پله پله تا رسیدن به امپراتوری

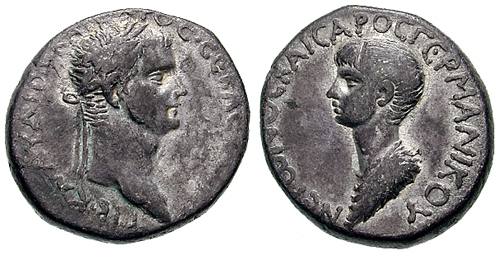
سکه ای از نرون و کلودیوس در سال ۵۰ میلادی به دستور کلودیوس و اگریپینا ضرب شد، که نشان دهنده منزلت، برتری، اهمیت و ارزش بسیار بالای او به عنوان وارث امپراتوری روم است.

بعد از ازدواج اگریپینا با کلودیوس او به عنوان همسر و امپراتریس امپراتور روم در قدرت بود و می‌توانست به راحتی پسرش را بعد از مرگ شوهرش امپراتور کند، او توانست به تدریج و آرام آرام همه قدرت امپراتوری را در نهان در دست بگیرد و گرچه کلودیوس پسری به نام «بریتانیکوس» (Britannicus) داشت، اما او به خاطر این که کودکی بیمار بود، از رده رقابت به راحتی توسط اگریپینا کنار رفت و نرون ۱۳ ساله با اقتدار بزرگ و نیرنگ‌های کامل مادرش و همچنین بخاطر یوره مارتیس (به واسط حق مادر) چرا که اگریپینا از وارثان و نوادگان اصلی امپراتوری و دودمان ژولیو کلودین بود به عنوان جانشین کلودیوس انتخاب شد. آگریپینا به دلیل زن بودنش، نمی‌توانست هیچ‌گاه امپراتور بشود اما می‌توانست با امپراتور شدن پسرش امپراتوری روم را برحق خودش بدون هیچ مشکلی در کنترل خود به تنهایی بگیرد، اما قبل از آن باید موقعیت خود را در دوره امپراتور کلودیوس تأمین می‌کرد، قاعدتاً اگریپینا در طول سلطنت شوهرش باید به پشت پرده می‌رفت و به جلسات سنا روم گوش داد و تماشا می‌کرد؛ اگریپینا در طول چند سال از سال ۵۰ تا ۵۴ میلادی ظاهراً همین کار را کرده‌است و در سنا در پشت پرده ظاهر می‌شده، اگریپینا در تمام جلسات و مراسم‌های رسمی با ظاهری فروتنانه پشت سر امپراتور پیر و ناتوان گام برمی‌داشت، اما در تمام این مدت ظاهراً زمام همه امور حکومت را بیشتر و محکم‌تر از امپراتور درپنجه‌های خود با حیله‌گری می‌فشرد و نقش بی‌سابقه و برجسته ای را در خانوادگی ژولیو-کلودین و مناسبات قدرت در امپراتوری ایفا کرد.
اما حکومت بر روم زیر نام امپراتور کلودیوس اگریپینا را راضی نمی‌کرد؛ بنابراین احتمالاً برنامه قتل کلودیوس را کرد و خود پسرش را همچون پادشاهان قدیم با مقدس‌ترین جامه و علامتهای رسمی امپراتور آراست، و در کنار نرون بر تخت سلطنت نشست و خود را الهه پرهیزکار، فلیکس آگوستا، امپراتریس بزرگ و استبدادی همه رومیان اعلام کرد و نخستین زنی بود که به فرمانروایی امپراتوری روم رسید. اما او قبل این کارها برای محکم کردن موقعیت و جایگاه نرون، او را به عقد دختر کلودیوس، اکتاویا درآورد در همین زمان همه چیز به خواست و میل اگریپینا بدون هیچ مشکلی پیش می‌رفت، اما مدتی بعد کلودیوس شروع به بهانه‌گیری کرد، انگار که از ازدواج نرون با دخترش و همچنین از دادن اقتدار، آزادی و نفوذی گسترده به اگریپینا پشیمان شده باشد.
او همین‌طور از جانشین کردن نرون پشیمان شده بود و پسرش را برای به دست آوردن تاج و تخت آماده می‌کرد. آگریپینا برای این که کنترل همه اوضاع و کنترل قدرت را از دست ندهد، باید سریع عمل می‌کرد. بعضی از منابع تاریخی نوشته‌اند که او شوهرش را با قارچ مسموم کشت و منابعی دیگر نوشته‌اند که او در مرگ کلودیوس مقصر نبود. گرچه با توجه به زمان مرگ، احتمال طبیعی بودن این اتفاق کمی ساده انگارانه است.
در سال ۵۴ میلادی قبل از آن که کلودیوس بتواند رسماً پسرش را به عنوان جانشین خود معرفی کند، درگذشت و به این ترتیب اگریپینا مقدمات برتخت نشستن او را به راحتی آماده کرد و بخاطر کارهای کثیف، تدابیر و قدرت‌های مادرش کلیه امپراتوری وسیع و پرقدرت روم به نرون به ارث رسید، چرا که در دوره پیش از آن در زمان کلودیوس قدرت‌های بزرگ به دست آگریپینا افتاده بود، نرون در اوایل حکومت خود از خود به هیچ وجه اراده ای نداشت. در مرگ کلودیوس معلوم نیست نرون در این مرگ دست داشت یا نه، اما نکته جالب این است که بعد از این اتفاق، نرون قارچ را غذای ایزدان اعلام کرد.

## سلطنت (۵۴–۶۸)

### آغاز سلطه، قتل و نیرنگ به واسط مادر(۵۴–۵۹)

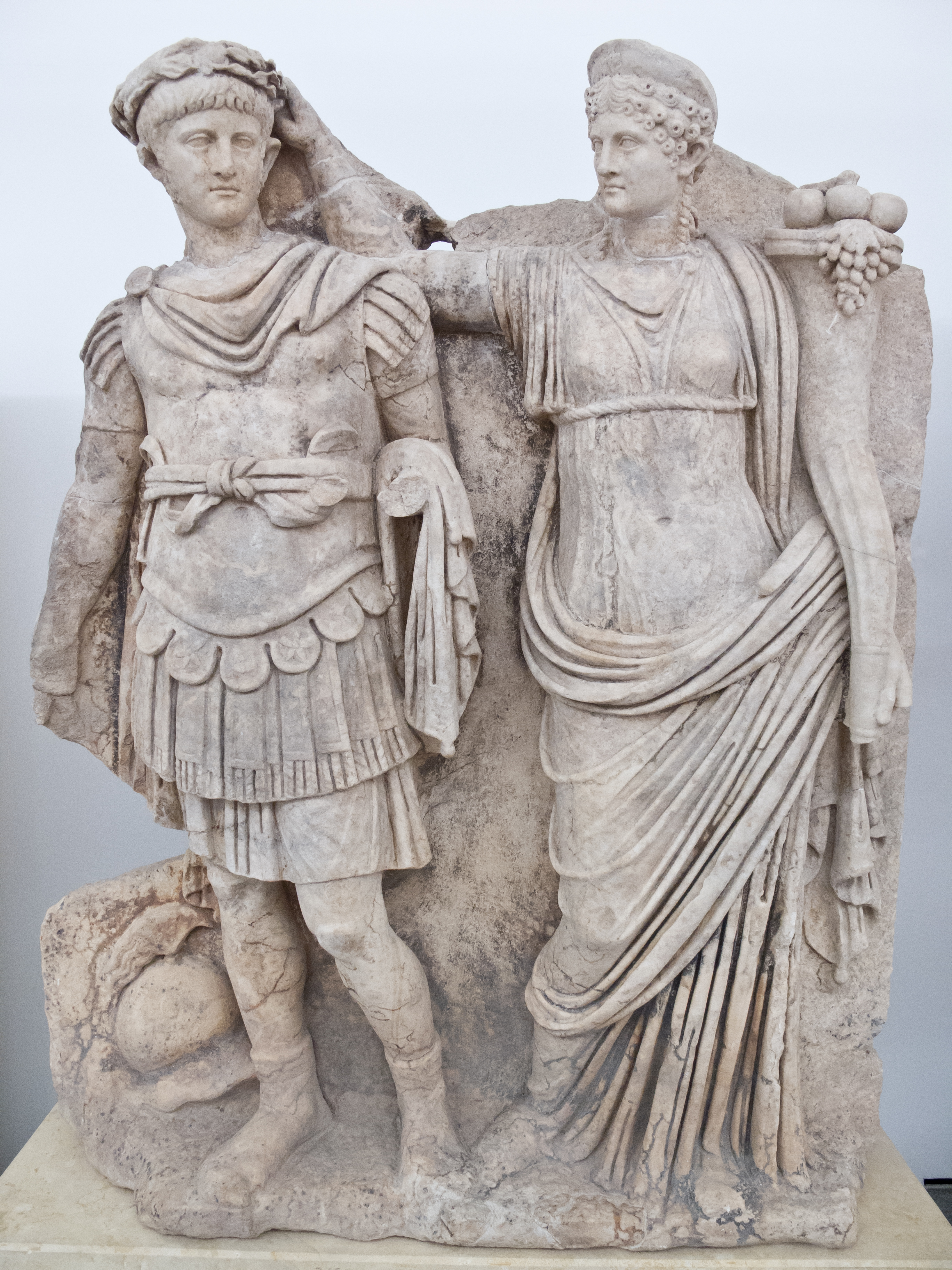
مجسمه برجسته نرون و مادرش آگریپینا به عنوان حاکمان روم، اگریپینا پسر جوان خود را با تاج گل طلائی تاجگذاری می‌کند و خود به عنوان شریک، محافظ و سمبل قدرت، جلال و ثروت کامل یک امپراتور رومی به نمایش می‌آید.

عموم مردم روم، پادشاهی نرون را اتفاقی مبارک و الهی می‌دانستند. در حقیقت دوران ابتدایی حکومت او را «عصر طلایی» نامیده‌اند. نرون بیش از هر چیزی علاقه داشت محبوب باشد. در سال‌های اولیه حکومتش، به‌طور کامل تحت سرپرستی و دستورهای مادر خود بود و به همراه مادرش حکومت را به صورت مشترک اداره می‌کرد و در کنار آگریپینا به رتق و فتق امور می‌پرداخت. در حقیقت نرون هیچ نقشی در مدیریت امور نداشت و به همین خاطر در عمل امپراتوری به تنهایی بی‌معارض توسط مادرش اگریپینا اداره می‌شد، که به نرون کاملاً کمک کرد و اصلاحاتی را در دولت ایجاد کرد که شامل: مجازات اعدام را لغو کرد، مالیات‌ها را کاهش داد، به برده‌ها توجه نشان داد، به امور قضایی و اقتصادی رسیدگی کرد، تجارت را رونق بخشید به دیپلماسی توجه نشان داد و رابطه بسیار نزدیکی را با سناتورها برقرار کرد و به ارتش خود توجه بسیاری کرد و به کاهنان اجازه داد در برخی از مسائل سیاسی که به سرنوشت کشور بستگی داشت دخالت کنند حتی او توجه بیشتری نسبت به دانشمندان، فیلسوفان و موسیقی دانان نشان داد تا در دربار حضور چشمگیری پیدا کنند، او همچنین کنسرت‌ها، مسابقات ارابه رانی و مسابقات ورزشی را رونق داد و حتی طبقات اجتماعی را در بین مردم درست کرد، همچنین مسابقات گلادیاتوری را لغو کرد. در نظر مردم او و مادرش واقعاً حاکمان بسیار عاقل و خوبی بودند، هر چند این در مورد نرون درست نبود و او بیشتر از یک دست نشانده در دستان نیرومند مادرش نبود و حکومت را در اصل به‌طور کامل اگریپینا چپاول کرده بود، یک چیزی که نرون در اوایل حکومت اسمی خود از آن می‌ترسید این بود که او از بازپس‌گیری تاج و تخت توسط پسر کلودیوس نگرانی داشت.
اگر مردم، نرون را دوست می‌داشتند، احتمال کمتری وجود داشت تا از رقیبش حمایت کنند؛ بنابراین از نظر نرون، محبوبیت به معنای قدرت بود. با این همه اوضاع در خانه امپراتور چندان مساعد نبود. نرون فقط ۱۶ سال داشت که به امپراتوری رسید و تا آن زمان جوان‌ترین و بی تجربه‌ترین امپراتور روم به حساب می‌آمد. او همیشه می‌خواست تا نوازنده و شاعر بزرگی شود و همیشه خود را یک هنرمند می‌دانست و از امور مملکت داری هیچ چیز نمی‌دانست. در واقع او به اصرار مادر خود بر تخت سلطنت نشست. از همان ابتدا قرار شد که نرون با مشورت و همیاری آموزگارانش سنکا و بوروس - دو نفر از فرماندهان معتمد ارتش روم و دو مشاور پرقدرت و به‌طور کامل تحت سرپرستی مادرش - کشور را اداره کند و آنها نیز تا حد توان، نرون را راهنمایی می‌کردند.
در یک سالی که مادرش و این دو یار وفادار به نرون در اداره امور کشوری کمک می‌کردند، همه چیز به خوبی و در آرامش می‌گذشت. در این زمان دوستان صمیمی نرون دائم در گوش او زمزمه می‌کردند که مراقب مادرش باشد. آنها می‌گفتند که آگریپینا فکر سلطنت در سر دارد.

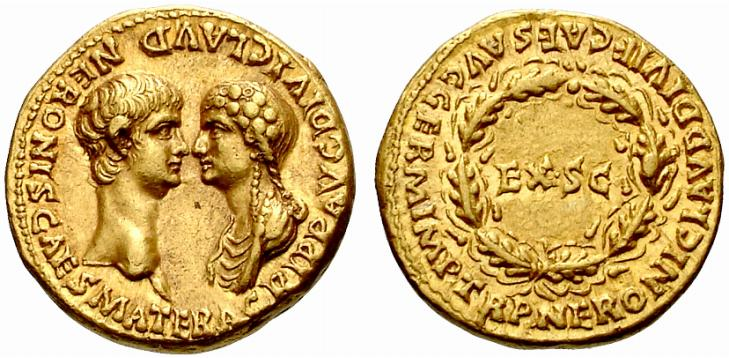
سکه طلا امپراتوری، نرون و مادرش اگریپینا با هم به عنوان حاکمان برابر امپراتوری روم، این سکه به دستور اگریپینا برای نمایان شدن اقتدار مطلق و بی‌اندازه او و نرون به‌طور کاملاً برابر با عنوان امپراتوران در روم بین سالهای ۵۴ تا ۵۷ ضرب شده.

مادر نرون در این زمان حریص تر شده بود و می‌خواست قدرت را کامل برای خود به‌دست آورد و به همین خاطر با زیرکی و نقشه‌های دیکتاتوری در کلیه کارهای کشور به‌طور پرانرژی، مداوم و بیش از حد دخالت مؤثر و نیرومندی را رسماً می‌کرد، او توانسته بود به راحتی سرتاسر قدرت را با امپراتور به‌طور مشترک به اشتراک بگذارد و حتی در مذاکرات شخصی با نرون با دیگران، نیز به هیچ وجه آنها را تنها نمی‌گذاشت و در کنار او حضور داشت و به‌صورت همکار امپراتور عمل می‌کرد، حتی اگریپینا چنان بر نرون و امپراتوری نفوذ داشت که در هنگام حضور در شورا حکومت‌داری برای اداره امور سرزمین‌ها نیز اجازه صحبت کردن را به امپراتور جوان و حتی مربیان پسرش سنکا و بوروس نمی‌داد، همچین اگریپینا نمی‌خواست پسرش در دید عمومی به تنهایی ظاهر شود به همین خاطر همیشه نرون را همراهی می‌کرد، حتی در مجسمه‌ها و سکه‌های امپراتوری نیز اگریپینا و نرون به عنوان حاکمان کاملاً برابر به‌طور مساوی در روم تقدیر شدند.
تنها یک سال و شش ماه پس از به قدرت رسیدن نرون با وجود ۱۸ سال سن همچنان بخاطر بی تجربگیش مادرش به عنوان نایب السلطنه مؤثر و پرقدرت عمل کرد و دائم در فکر نقشه‌ها و نیرنگ‌هایی ماهرانه بود که به او کمک برساند در اوایل سلطنت نرون، اگریپینا بسیار زیاد موفق بود ولی با مرور زمان، نرون بخاطر این که مادرش از او بسیار قدرتمندتر و محبوب تر است و بخاطر نفوذ اقتدارگرایانه و مخربش دیگر علاقه ای به اجرای نقشه‌های اگریپینا نداشت.
با دخالت‌های بیش از حد آگریپینا که هر روز در کارهای پسرش دخالت شدیدی می‌کرد و باعث می‌شد نرون نسبت به او، احساس عشقی توأم با نفرت داشته باشد. اما مدتی بعد، زمانی که نرون تقریباً به دهه ۲۰ زندگی خود نزدیک شده بود، این موضع را فهمید که امپراتوری کاملاً یک مزایایی فوق‌العاده دارد، که او از آن‌ها بی‌خبر است، مزایایی مانند این‌که هر کاری که دلش بخواهد را به راحتی بدون هیچ مشکلی، حتی کارهای غیرممکن و ناشایست را می‌تواند مثل آب خوردن انجام دهد، نرون که دیگر نمی‌خواست مادرش در کلیه امور، پی در پی دخالت روزانه کند از این وضع خسته شده بود و دیگر نمی‌خواست دست نشانده اگریپینا در تمامی بازی‌های قدرت باشد، و به همین خاطر بیش از پیش به سمت مشاورانش کشیده شد و به حرف آنها تکیه کرد، به‌خصوص بعد مشاجره سخت با مادر خود و تهدید اگریپینا با این حرف که «همان‌طور تو را بر تخت نشاندم می‌توانم کنارت بزنم» باعث جنگ خونین بین مادر و پسر شد. بعد از این که نرون به سمت مشاوران و دوستانش به تدریج کشیده شد، حرف مشترک همه آنها یک چیز بود: «آگریپینا قابل اعتماد نیست و قصد سلطنت دارد.» با این حرف‌ها نرون کم‌کم از زیر سایه قدرت و نفوذ ویرانگر مادرش اگریپینا خارج شد.

### کنار رفتن بریتانیک و شروع رقابت بین مادر و پسر بر سر قدرت
در کنار مشکلات نرون و مادرش، او از ازدواج اجباری سیاسی اش با اکتاویا هم متنفر بود؛ پس خیلی زود به سمت یکی از بردگانش کشیده شد. وقتی مادرش این موضوع را فهمید، با او به‌طور وحشیانه رفتار کرد و از نرون خواست که این دختر را کنار بگذارد اما او این دختر را به عنوان همسرش به قصر آورد. این کار پیام واضحی داشت، این که نرون دیگر بچه نیست و مادرش نمی‌تواند او را به راحتی کنترل کند.
نرون کم‌کم آگریپینا را با کمک سنکا و بوروس از قدرت و اختیارات مطلقش و همچنین از حق‌الهی اش به عنوان یک قدرت شهوانی، محرک، تام‌الاختیار و تعیین‌کننده دولت انداخت و او را در سال ۵۸ میلادی از قصر بیرون کرد. نرون همین‌طور قبل از این که او را از کاخ بیرون کند، محافظت گارد «پرتورین» (Praetorian Guard) از او را لغو کرد و شرکت در مسابقات را برای او ممنوع کرد و حتی مسابقات گلادیاتورها را دوباره راه اندازی کرد که مورد نارضایتی مردم شد، در بین سال‌های ۵۷ تا ۵۸ با وجود مخالفت و تلاش‌های نرون مادرش همچنان در جلسات سنا از پشت پرده شرکت می‌کرد. آگریپینا در اوایل سلطنت نرون در نیمه‌های سال ۵۵ قبل از آن که قدرت را به تدریج از دست بدهد شروع به توطئه کردن علیه پسرش کرد. او زنی نبود که به این آسانی میدان و عالم سیاست را که این همه سال در دستش بود را به نرون واگذار کند. در نهایت او وقتی فهمید کنترلش را بر پسرش کاملاً از دست داده‌است، به شخص دیگری توجه نشان داد، کسی که می‌توانست دوباره قدرت را پس بگیرد؛ بریتانیکوس (پسر کلودیوس) که هنوز کودک بود اما در سال ۵۶ میلادی به سن قانونی می‌رسید اما او هم یک روز قبل از تولد ۱۳ سالگی اش در یک میهمانی کشته شد و نه خود توانست مدعی امپراتوری شود و نه آگریپینا را به آرزویش رساند. آگریپینا سه چیز را به خوبی به پسرش یاد داده بود: «چگونه موفق بشود، چگونه فکر کند و چگونه بکشد.»

### کودتایی مخفیانه در برابر مادر و قتل آگریپینا
در سال ۵۸ میلادی، نرون نهایتاً تصمیم گرفت بعد از بیرون انداختن مادرش به ازدواجش با اکتاویا خاتمه دهد و با زنی به نام «پوپایا سابینا» (Poppaea Sabina) ازدواج کند ولی مادرش که هنوز هم زنی قدرتمند، بانفوذ و محبوبی بود و هنوز هم قدرت او از طرف پسرش به عنوان مادر امپراتور در امپراتوری به مقدار قابل توجهی وجود داشت و او تا هنگام مرگش در سال ۵۹ مرتباً علیه نرون شدیداً آشوب می‌کرد و جناح‌هایی از سناتورها و غیر را تشکیل می‌داد که هنوز به او وفادار هستند و آنها سعی کردند نرون را با یکی که مطیع دستورها امپراتریس هست جایگزین کنند و اگریپینا با اقدامات او ساکت نمی‌نشست و تصمیم گرفت اعتراضش نسبت به این اقدامات را به گوش مردم و سربازان برساند و او حتی در کنار رئیس اربابان شهر رم، کالپورنیوس پیزو به توطئه پرداخت و می‌خواست که گایوس روبلیوس پلوتوس را که یک فرد کاملاً ناتوان بود را به عنوان امپراتور جایگزین نرون کند و بخش اعظمی از ارتش که همچنان به مادر امپراتور وفادار بودند با این خواسته اگریپینا موافقت کردند؛ مردمی که دوست نداشتند نرون از اکتاویا جدا شود شورش گسترده‌ای کردند و با اقدامات اگریپینا برای عزل نرون کمک می‌کردند. این اقدام مادر بالاخره نرون را به نقطه ای رساند که آگریپینا را به قتل برساند و برای همیشه از دخالت‌های مداوم او و همدستان قدرتمندش خلاص شود، هر چند ناگفته نماند که در این نقشه قتل معشوقه او پوپایا نقش داشته، پوپایا در مقابل با سلاح لطف و زیبایی خویش پیش آمد و پیروز شد، جوانی و زودباوری نرون کار خود را کرد. پوپایا به نرون طعنه می‌زد که از مادرش می‌ترسد، و به او قبولاند که آگریپینا نقشه سقوط او را می‌کشد. عاقبت در جنون دلباختگی، نرون به قتل زنی که او را زاده، از شر دشمنان قدرتمندش حفاظت کرده و نیمی از جهان آن روزگار و کل سرزمین و افتخار روم را بدو داده بود رضا داد.
تصمیم نرون برای کشتن مادرش اصلاً عجولانه نبود و به دقت برنامه‌ریزی شده بود. می‌گویند در ابتدا او می‌خواست در سه مرحله با زهری قدرتمند در غذای مادرش کار او را یک سر کند اما هر سه بار موفق نشد و اگریپینا با کشف پادزهرها خود را نجات داد، بعد می‌خواست وسیله ای را به متخصصان سفارش دهد و در سقف اتاق مادرش نصب کند که هنگام خواب روی او بیفتد و او را بکشد اما وقتی ثابت شد که اجرای این نقشه پیچیده‌است، او به سراغ نقشه دیگری رفت، او حتی می‌خواست زمانی که مادرش در بین مردم می‌رفت او را ترور کند اما این هم نگرفت، و حتی یک بار خانه مادرش را آتش زد تا او در آتش جان دهد اما این نقشه هم نگرفت، در یکی دیگر از نقشه‌هایش این بود که او را متهم به خیانت کند و دستور خودکشی را برای مادرش بفرستد اما بخاطر دوری مادرش از شهر و نفوذ بسیارش در کارها نتوانست هیچ بهانه ای پیدا کند. در آخرین نقشه نرون این بار قرار بود آگریپینا در قایقی غرق بشود. البته این کار هم موفقیت‌آمیز نبود چون او با شنا خودش را به ساحل رساند. در نهایت هم نرون به سنت‌ها بازگشت و بنا بر روایت عده ای، آگریپینا با ضربات شدید چاقو با یک برنامه ماهرانه تر به قتل رسید، طبق گفته‌ها زمانی که قاتلان آگریپینا را دیدند چون او را گرفتند، او برهنه شد و گفت: «شمشیرتان را در رحم من فروکنید زیرا چنین بچه ای در این به وجود آمده» و بعد از چند ضربه مرد. امپراتور که به دیدار جسد برهنه مادرش آمد، گفت: «نمی‌دانستم مادری تا این حد زیبا دارم، فوق‌العاده هست به زیبایی او ندیده‌ام.» نرون بعد از قتل مادرش پیروزی شکست آمیز را به‌دست آورد و همزمان یک عذابی بزرگ در قلب و روحش به وجود آماده که باعث می‌شد روح مادرش را ببیند و خیلی کم پیش می‌آمد که شب‌ها خوابی آرام داشته باشد.

### نرون تغییر می‌کند
کمی بعد خبر قتل «آگریپینا» در شهر شورش مردمی را بر روی «نرون» به همراه آورد و ارتش از این عمل امپراتور در حق مادرش بسیار زیاد خشمگین و ناراضی شدند و همین امر باعث شد نرون به ناپل فرار کند تا روم برای او آرام شود. نرون بعد از قتل مادرش شروع به تغییر اساسی در همه زندگیش کرد. شاید این به دلیل عذاب وجدانی بود که بعد از مرگ مادرش به سراغش آمد. فرقی نمی‌کند که به خاطر احساس گناه بود یا چیز دیگری. هیولای درون نرون آزاد شده بود، هر چه که بود، پادشاه مهربان و عادل یک شبه غیب شد و غولی سهمگین از دل آن بیرون آمد. نرون همیشه اهل افراط کاری بود اما دیگر این افراط‌ها کار را به جایی رساند که همه اطرافیان از دستش عاصی شده بودند.
او مبالغ زیادی را صرف کارهای هنری اش می‌کرد و مثلاً در رم اجرای موسیقی داشت. در هنگام اجراهای او کسی حق ترک مکان را نداشت. اگر او تنها پادشاهی لذت طلب بود، آنچنان مشکلی پیش نمی‌آمد اما در کنار این خصیصه‌ها او ظالم هم شده بود.
بعد از مرگ آگریپینا، نرون که از همسرش دل خوشی نداشت، بالاخره او را به بهانه نازایی طلاق داد تا با خیال راحت با پوپایا ازدواج کند اما در نهایت به خاطر فشار افکار عمومی تصمیم گرفت بگذارد اکتاویا برگردد؛ البته برای مدت کوتاهی، چون کمی بعد قرار بود اکتاویا خودکشی کند؛ خودکشی که به دستور نرون انجام شد. محبوبیت اکتاویا به ضرر نرون بود، برای همین او باید حذف می‌شد. وقتی که مردم برای اکتاویا عزاداری می‌کردند، امپراتور سر او را به همسر جدیدش هدیه داد.

### شروع رفتار و حکومت دیکتاتوری
مردم روم نادان نبودند. مرگ ناگهانی اکتاویا و ازدواج سریع نرون مردم را با ذهن خطرناک امپراتورشان آشنا کرد. حالا اتهام خیانت علیه امپراتور روز به روز قوی تر می‌شد؛ در حالی که او هم به جای جبران گذشته شرورتر شده بود. مردی که روزگاری مجازات اعدام را حذف کرده بود، اکنون هر کسی را به ظن توطئه چینی اعدام می‌کرد؛ هر کسی را که انتقادی دربارهٔ او داشت. گفته می‌شود که علت بی رحمی عجیب و غریب نرون، قتل همسر و مادرش و عذاب ناشی از این خاطرات بود. البته بیشتر این قتل‌ها فقط به خاطر بدگمانی بود؛ گرچه یک پیامد مشخص هم داشت، تمام رقیبان او حذف می‌شدند.
در این دوره او کم‌کم قدرت را از دست مجلس سنا گرفت و در حالی که فقط ۱۰ سال از قولی که به سنا برای تشکیل نظام جمهوری داده بود می‌گذشت، قدرت را تمام و کمال در دست گرفت. این کار به منزله قدرت و اختیارات بسیار بیشتر برای نرون بود، گرچه سنا هم پر از مردان پر قدرت و با نفوذی بود که بعدها باعث سقوط نرون شدند، به گفته تاسیتوس مورخ یونانی در مورد زنده ماندن و مرگ اگریپینا در زمان نرون:
"تا وقتی که اگریپینا مادر امپراتور نادان زنده بود سلطنت نرون عصر طلایی و شکوفایی بود و او (اگریپینا) با وجود جنگ سخت با او (نرون) مدیریت امور را به درستی انجام می‌داد با این وجود که از قدرت دور بود، ولی بعد از مرگش رفتار نرون به خودی خود بسیار مسخره تر، احمقانه تر و وحشیانه تر شد.
پس از مرگ آگریپینا، نرون تمام احساس درست و غلط را از دست داد و به چاپلوسی با مشاوران بی‌لیاقت گوش داد که سلطنت او را به نابودی کشاندند.

همچنین او از این زمان به بعد به هیچ‌کس اعتماد نکرد و بوروس و سنکا نفوذ قدرتمند خود را بر نرون از دست دادند و هر دو از قدرت کنار رفتند."
بدون شک این کار نرون حرکت‌های جنون‌آمیز او را به حد اعلا رسانید. بتدریج اعمال نفرت‌آور و دیوانه وار وی باعث شد تا بوروس از مقامش کنار رود و حتی سنکا دربار را ترک کند، در این زمان نرون سه مشاور بسیار قدرتمند و بانفوذ خود مادرش، بوروس و سنکا را از دست داده و تمام تصمیمات مهم بر گردن خودش افتاده بود که البته قادر نبود به خوبی از پس آنها بر آید. نرون با آتش زدن بخش‌هایی از شهر که نتیجه بیماری جنون قیصری است، مورد اتهام قرار گرفت. نرون برای رد این اتهام، مسیحیان را عاملان آتش‌سوزی شناسایی نمود و دستور به کشتار فجیع آنان داد. او همچنین دستور داد که بعد از اتمام آتش‌سوزی بزرگ رم که دو سوم از شهر را ویران کرده بود را به جای ساخت دوباره شهر برایش به قصری مجلل تبدیل کنند که به خانه طلایی مشهور است. سرانجام بعد از آن که در سال ۶۴ میلادی شهر رم را به هوس ابلهانه‌ای در آتش سوزاند و در سال بعد با گروهی از مطربان و رقاصان به یونان سفر کرد. نرون در سال ۶۵ میلادی موفق به سرکوب دسیسه‌گران پیزونی شد، همچنین در بین این توطیه گران افراد بسیاری بودند که به دروغ متهم شدند و سرنوشت فجیعی برای خودشان و خانواده شان رقم خورد، طبق گفته مورخان ادعا می‌شود که در این دیوانگی که نرون در طول زندگی خود داشت ممکن است معشوقه و همسر او پوپایا سابینا نقش مهمی داشته باشد.

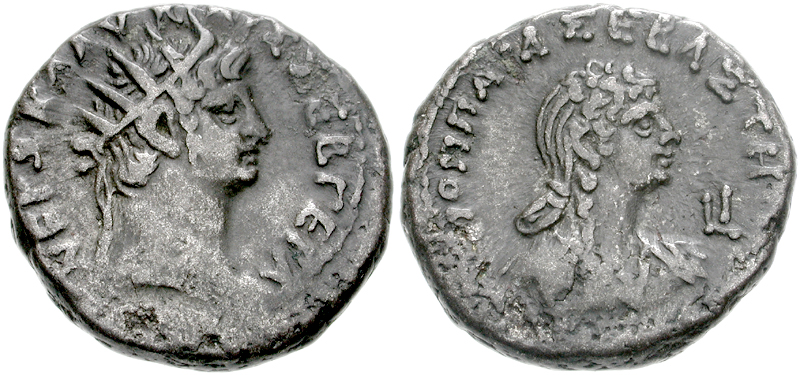
سکه ای از نرون و پوپایا سابینا به عنوان نماد اقتدار او و سابینا بین سالهای ۶۳ تا ۶۵

در جنگ ارمنستان از اشکانیان شکست خورد در نتیجه حاضر شد تاج پادشاهی ارمنستان را در شهر رم بر سر تیرداد برادر بلاش اشکانی بگذارد و سپس مخارج و هزینه‌های این جنگ را که حدود ۹ ماه طول کشید بپردازد و قرارداد صلح ۵۰ ساله هم با ایران امضا کند.
نرون دو لژیون اول آدوتریکس و اول ایتالیا را تأسیس کرد. این لژیون احتمالاً از بقایای طرح تأسیس یک نیروی ضربتی آبی خاکی به نام لژیون اول کلاسیکا میسنن سیس تشکیل شده‌است. نرون که در دوره خود با مشکلات زیادی روبرو بوده‌است، تلاش کرد با تأسیس یک لژیون دریایی با توانایی نبرد در نقاط ساحلی بتواند، از این نیرو به عنوان یک نیروی واکنش سریع بهره‌برداری کند. این لژیون به فرماندهی گالبا سردار رومی و امپراتور آینده تأسیس شد. اما شکست مخالفان و عدم نیاز ضروری به وجود لژیون دریایی پایه، نرون را به این فکر انداخت، تا این لژیون را که هزینهٔ فراوانی برای آن شده بود، را به نقطه‌ای دور ارسال کرده و از آن بهره‌برداری کند. از منظر سیاسی برای نرون که در حال غارت اشراف روم به دلایل گوناگون بود، چندان مطلوب نبود، یک نیروی جنگ‌آور و خطرناک را در نزدیکی خود داشته باشد. از سوی دیگر برخی معتقدند، که این لژیون هر چند در دوره نرون تأسیس شد، اما استخدام و تربیت نیروهای آن در دوره گالبا صورت گرفته‌است؛ که به علت مخالفت‌های نیروهای این لژیون با گالبا در آینده این احتمال ضعیف است. براساس گزارش دیوکاسیوس، لژیون اول ایتالیا در ۲۰ سپتامبر سال ۶۶ میلادی پرچم و عقاب خود را از امپراتور نرون (۶۸ – ۵۴ میلادی) تحویل گرفت. وظیفه این لژیون در بیشتر دوران حیات خود، حفاظت از مرز امپراتوری در مرزهای دانوب بود، که این لژیون، این وظیفه را تا قرن پنجم میلادی به خوبی انجام داد. نماد این لژیون یک گراز بود. کاسیوس دربارهٔ افراد این لژیون می‌نویسد که تمام افراد این لژیون از ایتالیایی‌های رشید با قدی بلندتر از ۱۸۰ سانتی‌متر (شش فوت) تشکیل شده بود. این لژیون در زمان تشکیل برای ارسال نیرو به ارمنستان برای نبرد با اشکانیان تأسیس گردید. این لژیون مبارز که به شرق فرستاده می‌شد، وظیفه داشت سردار رومی دومیتیوس کوربولون را در حمله جدیدش در ارمنستان یاری کند. ایرانیان در این عصر شاهنشاهی بلاش یکم (۷۷ – ۵۱ میلادی) اشکانی را تجربه می‌کردند. در این عصر ایران و روم برسر مسئله تخت پادشاهی ارمنستان از سال ۵۸ میلادی درگیر نبرد بودند.

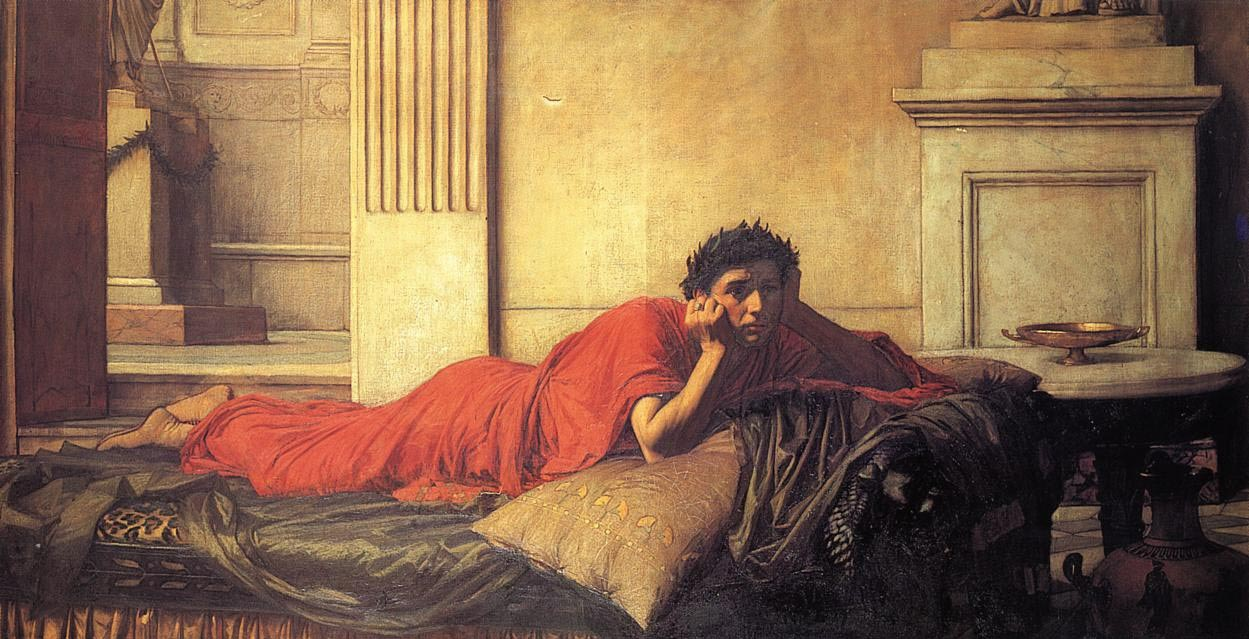
نقاشی از ندامت و پشیمانی نرون پس از قتل مادرش، اثر جان ویلیام واترهاوس ۱۸۷۸

گایوس کالپورنیوس پیزو که در سال ۴۱ میلادی کنسول رم بود در تاریخ ۱۹ آوریل ۶۵ میلادی دست به انتحار زد. او اتحادیه‌ای را تشکیل داد که هدف آن براندازی امپراتوری نرون بود. این اتحادیه به احترام او به نام اتحادیه پیزون شهرت یافت. نرون سنکا را متهم به همکاری با این سازمان کرد و خواستار خودکشی وی شد. مارکوس آنایوس لوکانوس معروف به لوکانوس یا لوکان که بزرگترین شاعر روم در آن عصر بود و از وابستگان نزدیک سنکا محسوب می‌شد نیز به عضویت در اتحادیه پیزون متهم گردید و به دستور نرون و از طریق بریدن ورید خودکشی کرد.
نرون سرانجام بر اثر شورش مردم و سنای رم در روز ۹ ژوئن ۶۸ میلادی ناگزیر از خودکشی شد.
او قبل از مرگش گفته بود: «افسوس که با مرگ من جهان هنرمند بزرگی را از دست می‌دهد.»